# Universidad Jacobs de Bremen
La Universidad Jacobs de Bremen (en inglés, Jacobs University Bremen; anteriormente, International University Bremen) es una universidad de investigación altamente selectiva, de alta posición, privada e independiente en Bremen, Alemania. Actualmente ha sido renombrada bajo la marca Constructor University.
Esta Universidad es una institución de habla inglesa, que combina aspectos de los sistemas educacionales alemanes, americanos e ingleses, con énfasis en crear un ambiente multidisciplinario.
Existen estrechas cooperaciones con Rice University en Houston, Texas, y con la Universidad de Bremen.
Jacobs University ofrece programas en la ingeniería, las ciencias naturales, las humanidades, y las ciencias sociales.

## Historia y acreditación

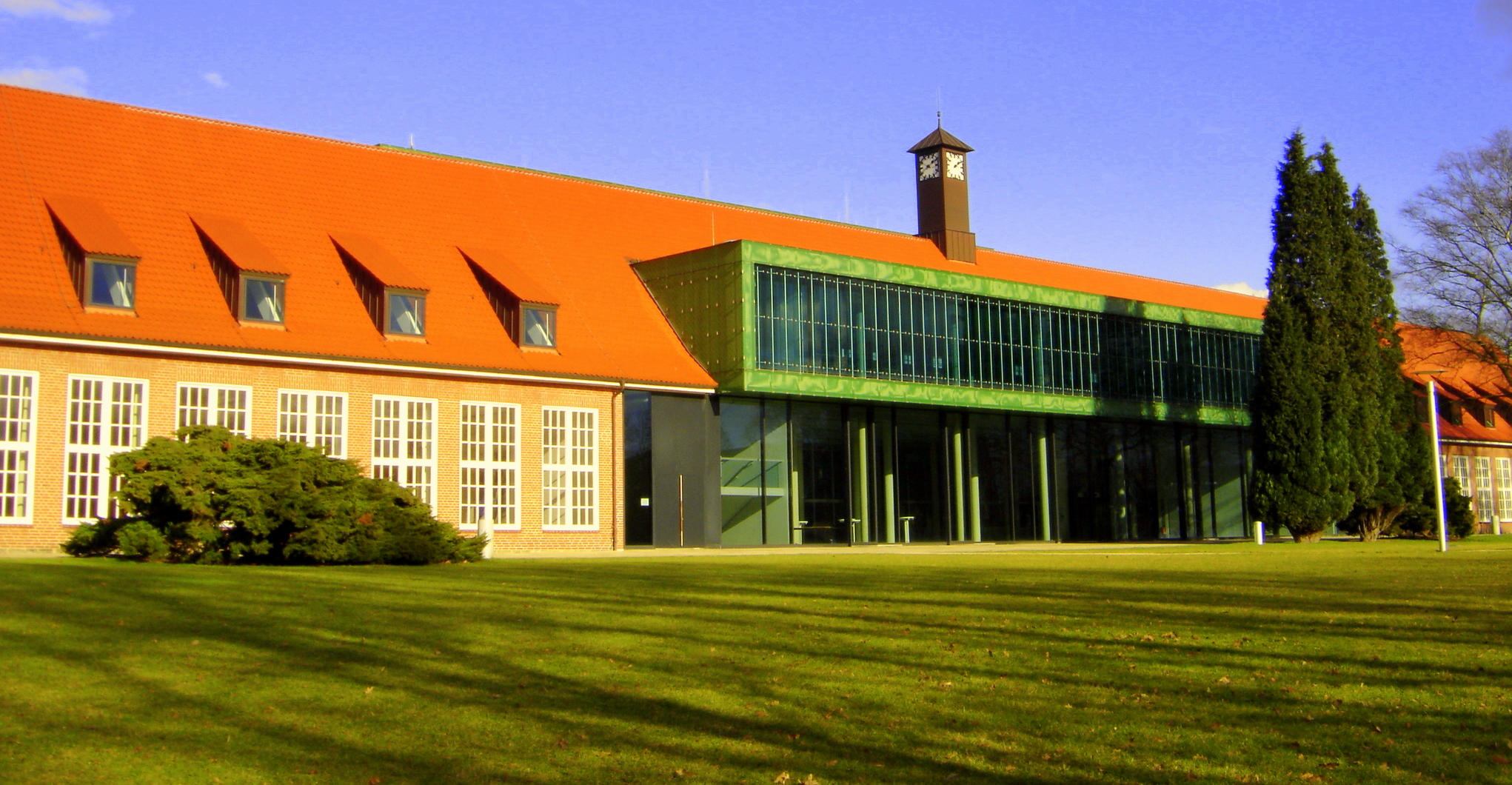
Jacobs University Bremen Campus Center

La Universidad Jacobs fue fundada en 1999 como la "Universidad Internacional Bremen" (IUB), pero cambió su nombre a principios del 2007 en honor al filántropo Klaus Johann Jacobs, que donó una suma considerable que permitió evadir a la ex-IUB la bancarrota.
La universidad se desarrolló, en principio, como una iniciativa del gobierno de la ciudad-estado de Bremen, la Universidad de Bremen, y la Universidad Rice, en E.E.U.U.
El primero de noviembre del 2006, el entonces presidente Joachim Treusch anunció una donación a la universidad de parte de la Fundación Jacobs por 15 millones de € al año, repartida en los siguientes cinco años. Esta donación es la más grande que se ha hecho a una universidad alemana. La fundación Jacono planea hacer otra donación de 125 millones de euros en 2011. Esta donación está condicionada a los logros de la universidad a la fecha. En 2010, el presidente Treusch anunció que la suma total sería dividida, y 75 millones serían donados en cuotas hasta el año 2017
La Universidad ha sido certificada como "amigable a las familias" por la Fundación Hertie desde el 2005, al introducir medidas para empleados y profesores con obligaciones familiares
En el 2008, la Universidad Jacobs fue parte de una serie de televisión en la Deutsche Welle titulada "Leaders of Tomorrow." (Líderes del mañana).
La Universidad está acreditada localmente por la ciudad-estado de Bremen y nacionalmente por el Consejo Académico de La República Federal de Alemania (Wissenschaftsrat). Las carreras de pregrado están acreditadas por ACQUIN, una agencia alemana de educación superior.

## La universidad

### Administración de la Universidad
El presidente de la Universidad Jacobs es el Profesor Dr. Heinz-Otto Peitgen. Antes, el presidente fue el Profesor Dr. Dr. h.c. mult. Joachim Treusch, quien siguió los pasos del presidente fundador de la Universidad, el Dr. Fritz Schaumann el primero de julio del 2006. Desde enero del 2008, el Profesor Dr. Karin Lochte, director del Instituto Polar y Marina Alfred Wegener es jefe del comité de gobernadores.

### Docentes y Alumnado
Hay actualmente 1.370 estudiantes de 108 países, que estudian para obtener títulos de pregrado y posgrado (Bachelor's, Master's y PhD). El alumnado y el cuerpo docente son proporcionalmente más internacionales que en otras Universidades alemanas.

### Exalumnos
La asociación de exalumnos de la Universidad fue fundada el 2004 por la primera promoción de la universidad. Desde entonces, el número de exalumnos ha crecido exponencialmente, de 130 a 1.500, y 80% se han integrado a la asociación. Para prooverle un marco legal a la asociación, la Jacobs University Bremen Alumni and Friends GmbH fue fundada el 2008. La universidad tiene un 1% de participación en la compañía. Esta compañía se convirtió en uno de los tres dueños de la universidad.

## Perfil académico
El perfil de la universidad en investigación y enseñanza se enfoca en los siguientes temas:
- Energía
- Agua, Nutrición y Salud
- Información, Comunicación y Educación
- Paz y Manejo del Conflicto

De esta manera, la Universidad Jacobs de Bremen desea contribuir soluciones para los mayores desafíos del siglo 21.

### Investigación
En enero del 2010, la Universidad Jacobs de Bremen reestructuró su investigación, formando nueve centros trans-disciplinarnos en que científicos de diferentes áreas trabajan en conjunto. Estos centros se enfocan en los temas principales de la Universidad a través de diferentes ángulos científicos.

### Enseñanza
La enseñanza en la Universidad está compuesta de dos facultades que proveen programas de pregrado, y un centro de investigación:
- Escuela de Ingeniería y Ciencias
- Escuela de Humanidades y Ciencias Sociales
- Centro de aprendizaje y desarrollo institucional Jacobs

### Títulos
La Universidad Jacobs ofrece programas de estudio que resultan en: títulos de pregrad en 3 años, títulos de Master's en 1,5 a 2 años, y títulos de Ph.D. o MBA.

### Ranking
La Universidad es altamente selectiva, pero pequeña y privada; por lo tanto, ofrece menos programas que las universidades alemanas tradicionales. De cualquier manera, ha alcanzado los puestos más altos en el CHE-Ranking y el Die Zeit ranking del 2009, 2010, 2011 y 2012, especialmente en áreas científicas (énfasis en la biología, química, ciencias informáticas, geo-ciencias, y matemáticas), así como las humanidades y ciencias sociales (énfasis en las ciencias políticas, economía y manejo logístico).

## Programas de estudio

### Carreras de pregrado

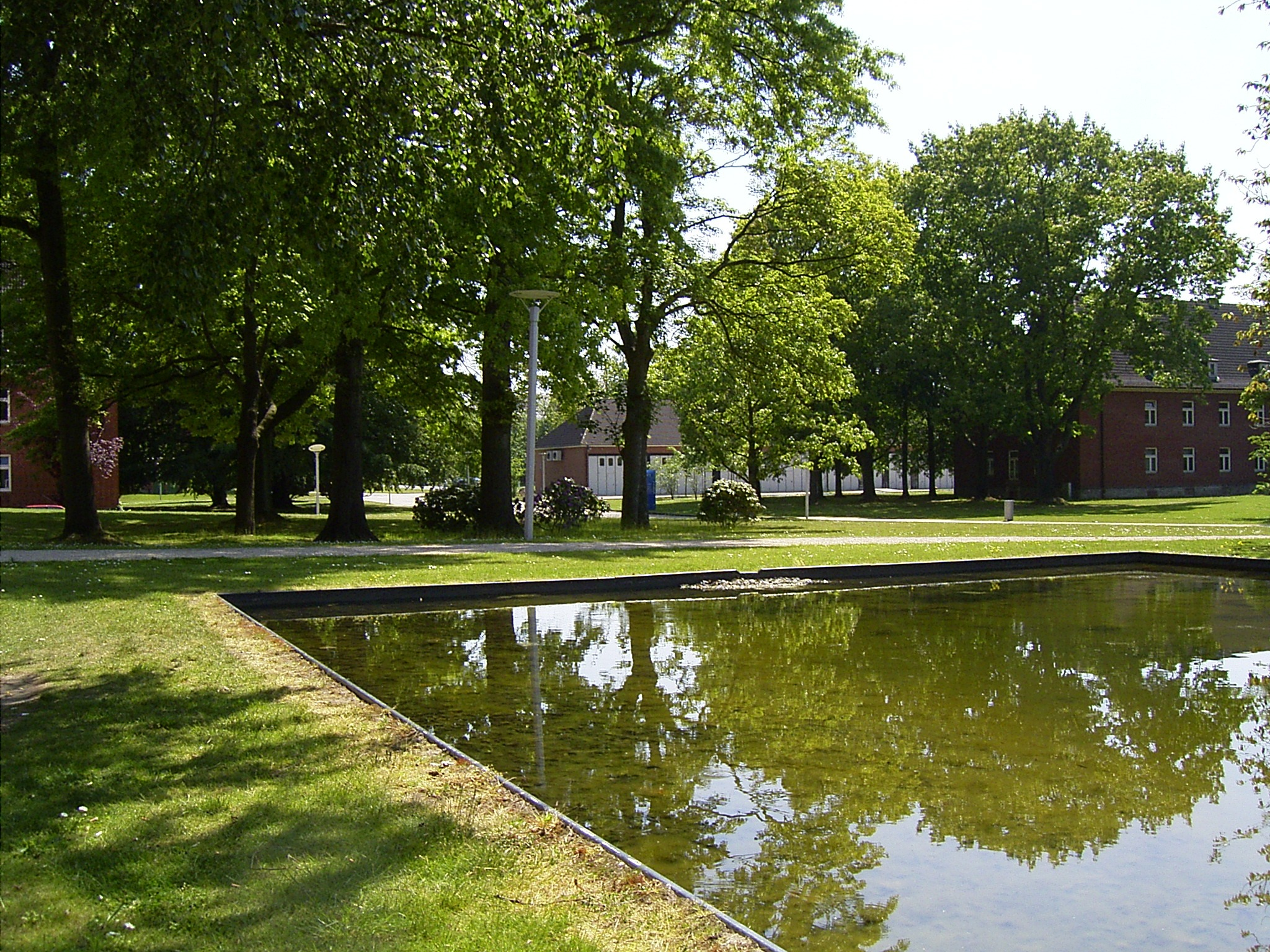
El campus.

Bachillerato de las Artes (Bachelor of Arts), carreras en la Facultad de Humanidades y Ciencias Sociales:
- Manejo de Logística Internacional
- Psicología Social y Cognitiva Integrada
- Ciencias Sociales Integradas
- Comportamiento y relaciones interculturales integradas
- Política Internacional e Historia
- Estudios Culturales Inegrados (reemplazó Literatura y Nuevos Medios e Historia y teoría del arte en el 2009)
- Economía Global and Administración
- Estudios Ambientales Integrados

Bachillerato de las Ciencias, carreras en la Facultad de Ingeniería y Ciencias:
- Matemáticas aplicadas e informáticas
- Ingeniería Bioquímica
- Bioquímica y Biología Celular
- Bioinformática y Biología computacional
- Biología y Neurociencia
- Química
- Ingeniería Informática y Eléctrica
- Ingeniería Eléctrica y Ciencias Informáticas
- Ciencias Informáticas
- Geociencía y Astronomía
- Ingeniería en Logística
- Matemáticas
- Física

Para ser "transdiciplinarios", los estudiantes completan cursos adicionales afuera de su Facultad.

### Programas de Master's y PhD
Los programas de Master's (MA) y PhD son organizados por la facultad de Humanidades y Ciencias Sociales con fondos del Consejo Alemán de Investigación, la Universidad Jacobs y la Universidad de Bremen. Existen actualmente los siguientes programas en Master's:
- Comunicación Global Visual
- Humanidades Interculturales
- Relaciones Internacionales
- Historia Moderna Global

A nivel de PhD, existen los siguientes programas:
- Ciencias de la decisión
- Ciencias Sociales Integradas
- Humanidades interculturales
- Comunicación Visual

Programas adicionales de 2 años de Master's, seguidos por un PhD de tres años están organizados por la Facultad de Ingeniería y Ciencias. La continuación al programa de PhD es opcional y condicional en la obtención exitosa de un Master's, y el consentimiento de un supervisor. Los primeros dos años usualmente son pagados por la Universidad Jacobs de Bremen, y los siguientes tres años son usualmente pagados por estipendios de investigación. Un programa de PhD integrado también se ofrece.
Actualmente, existen los siguientes programas:
- Física de astroparticulas - Este programa lleva a un PhD, y está enfocado en estudiantes internacionales con un pregrado en física o similar.

- Sistemas y procesos cognitivos - Este programa está vinculado al centro de investigación de mismo nombre. Se estudia los procesos genéricos cognitivos como base para sistemas artificiales.

- Comunicación, sistemas y electrónica
- Ciencias de la computación - Sistemas Inteligentes
- Geociencia
- Ciencias matemáticas
- Microbiología marina
- Ciencias moleculares de la vida
- Ciencias nanomoleculares
- Investigación polar y marítima

La mayoría de estos programas proveen de fondos y becas. En la Universidad, tradicionalmente los estudiantes de PhD se reúnen para conocer los miembros de su comité de examen, y entregan reportes anuales para dar cuenta de su progreso. Muchas veces, un consejero académico alternativo es apuntado, además del supervisor de PhD

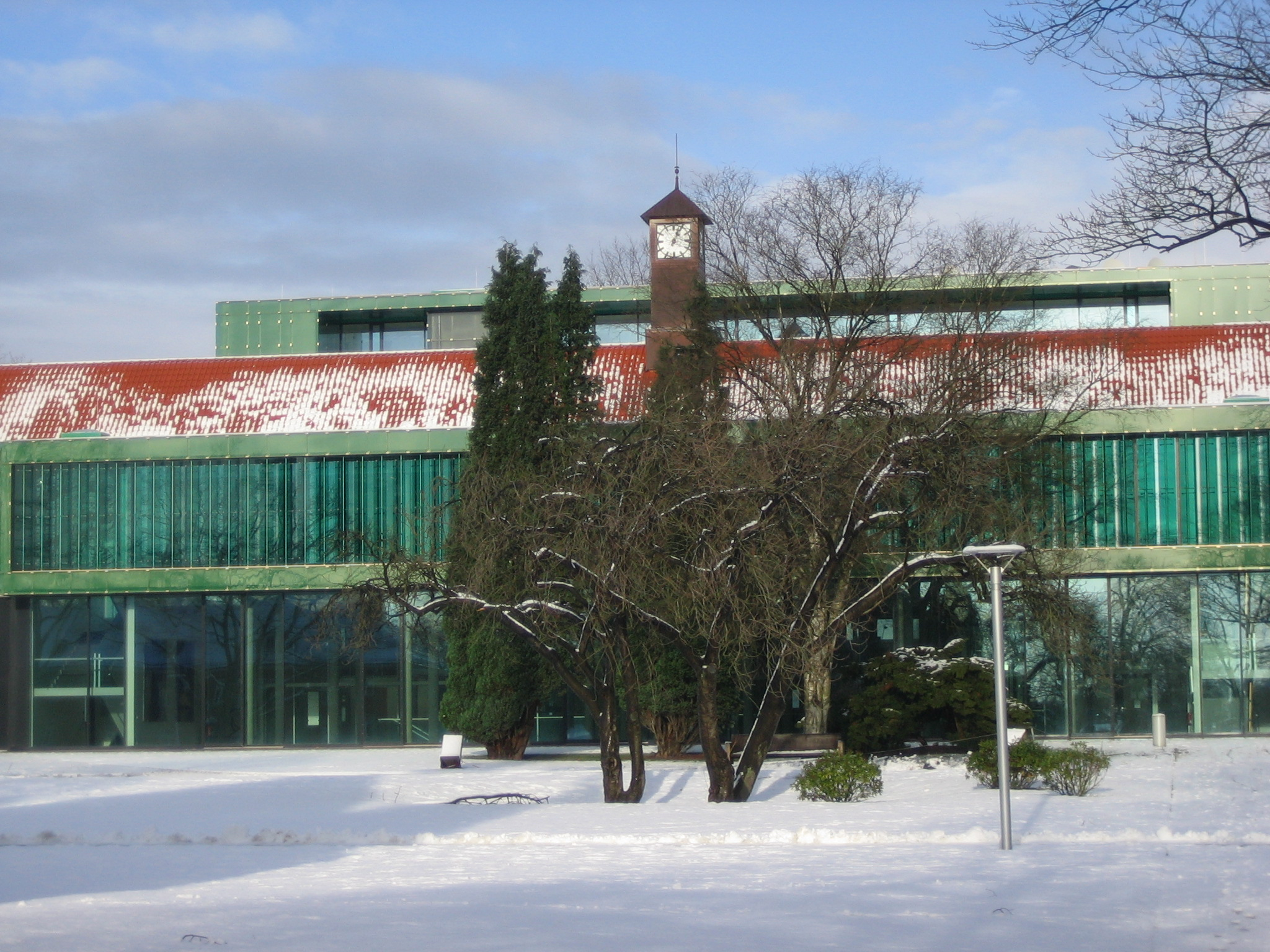
El "Centro de Recursos de Información" en el corazón del campus

### Programa de año fundacional internacional
La Universidad ofrece un programa de año fundacional que está diseñado para proveer a graduados de bachiller de secundaria con las herramientas académicas necesarias para estudios de pregrado. Entre las credenciales obtenidas, menester en la postulación a universidades de habla inglesa, se encuentran: competencia avanzada en el inglés, habilidades académicas y de estudio, así como orientación en temas fundamentales como la economía, la ingeniería, y las ciencias naturales. Los estudiantes que completen este programa exitosamente tendrán la oportunidad de postular a los programas de pregrado de la Universidad Jacobs o de otras universidades.

### Programas profesionales
La Facultad de Humanidades y Ciencias Sociales ofrece un MBA en:
- MBA Ejecutivo en Manejo de la utilidad europea (EUM)

### Programas de intercambio
La Universidad Jacobs de Bremen ha establecido programas de intercambio estudiantil con la Universidad de Murcia en España, Rice University en EE. UU., Washington State University en EE. UU., Carnegie Mellon University en EE. UU., Sciences Po en Francia, Lafayette College en EE. UU., Thammasat University en Tailandia, Università degli Studi di Cagliari y Università degli Studi di Roma "La Sapienza" en Italia, y recientemente con la University of Aberdeen en Escocia y el Instituto de Empresa en España.

## Postulación y Admisión
La Universidad Jacobs de Bremen tiene una política de admisión basada en logros, sin consideración a las finanzas. Su criterios para la admisión son:
- Alto rendimiento en la educación secundaria
- Alto rendimiento en pruebas internacionales estandarizadas (SAT o ACT, GRE para algunos programas de posgrado)
- 2 cartas de recomendación y entrevista personal
- 1 ensayo de postulación (en inglés)
- Prueba de idioma inglés para no nativos (TOEFL)[8]

## Localización e infraestructura

### Campus
Como las universidades inglesas y americanas, la Universidad Jacobs es una universidad campus. El campus y los edificios fueron desarrollados a partir de los antiguos restos de las barracas Roland en Bremen-Grohn.
Hoy, el campus está compuesto de 30 hectáreas en estilo de parque, que incluye alojamiento estudiantil en los colleges,  los edificios de enseñanza, investigación y administración de la universidad, incluyendo el Salón Reimar Lüst, nombrado en honor a el fundador, además de Centro de Recursos de Información--una biblioteca con recursos digitales y tecnología de la información--, y apartamentos para científicos visitantes, así como dependencias para deporte y otras actividades de ocio.

### Colegios Mayores
La Universidad tiene cuatro colegios mayores residenciales, creados a partir de las residencias estudiantiles americanas e inglesas. Estos (en orden cronológico de fundación: Krupp, Mercator, College 3 y Nordmetall) están diseñados principalmente como residencias para los estudiantes de pregrado, pero un número limitado de habitaciones están reservadas para alumnos de posgrado.
Los colleges ofrecen beneficios similares, pero cada uno tiene una identidad única, así como tradiciones y eventos.
Cada colegio mayor es liderado por un "College Master", un miembro del profesarado que se aloja con su familia; cada uno tiene su propia cocina, pieza común y empleados de apoyo.

### Facilidades para estudiantes y empleados
Existe un gimnasio, dos salones de deportes, canchas, un cine, un bar y un centro de alumnos que incluye una tienda de atención tardía, una casa de múltiples fes, una cafetería, clubes estudiantiles, y además un centro de cuidados preescolares. En términos de recursos académicos, existen auditorios, salas y laboratorios alrededor del campus, además de la biblioteca.

### Science Park
En agosto del 2010, la Universidad tuvo una ceremonia para celebrar el comienzo del desarrollo del Parque de las Ciencias, en la vecinidad del campus.

## Actividades extracurriculares
Existen una variedad de clubes estudiantiles. Están los deportivos y los de arte y cultura. Los clubes deportivos incluyen los de remo, fútbol, baloncesto, voleibol, cricket, rugby, de porras, danza formal, salsa, breakdance, frisbí y artes marciales.
Los clubes de arte y cultura incluyen el diario "Pulse of the World", la sociedad de MUN "BRIMUN", la sociedad de debate, el club ambiental y el club de arte.